# Manga Time Original
Manga Time Original (яп. まんがタイムオリジナル Манга Тайму Оридзинару) — ежемесячный журнал ёнкомы, сэйнэн-манги, выпускаемый японским издательством Houbunsha с июля 1982 года. Как правило, дата выпуска — 27 число каждого месяца (однако она может отличаться в зависимости от региона). В мае 2007 года был издан 300-й выпуск журнала. В 2012 году он отметил своё 30-летие.

## Манга
- Komori-san wa Kotowarenai![англ.][3]